# Marlow (New Hampshire)
Pour les articles homonymes, voir Marlow (homonymie).
Marlow est une municipalité américaine située dans le comté de Cheshire au New Hampshire. Selon le recensement de 2010, sa population est de 742 habitants.

## Géographie
La municipalité s'étend sur 26,42 milles carrés (68,43 km2), dont 0,47 milles carrés (1,22 km2) d'étendues d'eau.

## Histoire
La localité est fondée en 1753 sous le nom d'Addison, en l'honneur de Joseph Addison. Elle devient une municipalité en 1761 et prend alors son nom actuel, en référence à Christopher Marlowe ou à la ville anglaise de Marlow.